# Горнон, Александр Георгиевич
Александр Георгиевич Горнон (23 февраля 1946, Ленинград — 4 декабря 2024) — российский поэт, график, редактор.
В 1965—1969 годах учился на геофизическом факультете Горного института, три года работал в Западном геофизическом тресте. Посещал ЛИТО при газете «Ленинские искры», а также «Нарвская застава» и ЛИТО под руководством Г. Семёнова.
В 1972—1978 годах занимался журналистикой. С 1979 по 1990 годы работал сторожем и оператором газовой котельной. Был членом «Клуба-81».
С 1981 года экспериментировал с так называемой «полифоносемантикой» — индивидуальной поэтикой, основанной на одновременном звучании в тексте нескольких смысловых пластов благодаря широкому использованию омонимов и омофонов. Лауреат литературной премии Андрея Белого (1991) и Международной отметины имени Давида Бурлюка.
В 1991 году возглавлял литературно-художественный журнал «Лабиринт-Эксцентр» (СПб — Екатеринбург), в 1993—1994 годах заместитель главного редактора альманаха «Черновик» (Нью-Йорк). В 1994—1997 годах работал редактором в издательстве «Глаголъ». В дальнейшем сотрудничал с издательством «Новое литературное обозрение», в 2002—2004 годах автор телевизионной программы «Неприкосновенный запас», представлявшей книги издательства по гуманитарным наукам.
C 2007 года занимался поэтической анимацией. Автор 4 анимационных фильмов по собственным стихотворениям.
Умер 4 декабря 2024 года в возрасте 78 лет.

## Книги
- Горнон А. 25-й кадр, или Стихи не о том (полифоносемантика ) / Вступ. ст. Б. Шифрина. — СПб.: Контраст, 2014. — 196 с. (Серия «Петраэдр»)